# Ferdinand Laub
Ferdinand Laub (n. 19 ianuarie 1832, Praga – d. 17 martie 1875, Gries-Quirein, Bozen, Italia), a fost un violonist și compozitor ceh.
1. ↑  Laub, Ferdinand[*] Verificați valoarea |titlelink= (ajutor)
2. ↑  Laub, Ferdinand (BLKÖ)[*] Verificați valoarea |titlelink= (ajutor)
3. ↑  The Fine Art Archive, accesat în 1 aprilie 2021
4. ↑  Regional Database of the Central Bohemian Research Library in Kladno, accesat în 20 iunie 2023
5. ↑  Czech National Authority Database, accesat în 23 noiembrie 2019